# オール・ディス・ユースレス・ビューティ
『オール・ディス・ユースレス・ビューティ』（All This Useless Beauty）は、1996年に発表されたエルヴィス・コステロ&ジ・アトラクションズのアルバム。

## 解説
ワーナー・ブラザース・レコードからリリースされた最後のオリジナルアルバムで、10年ぶりに「エルヴィス・コステロ・アンド・ジ・アトラクションズ」名義となっている。
ワーナー・ブラザースは、セルフカバーアルバムとしてプロモーションを行ったが、実際にはコステロ以外の人が歌うことを想定した曲が含まれたアルバムであって、このアルバムの発売時点でリリースされていたのはティル・チューズデイの「The Other End of the Telescope」、ジューン・テイバーの「All This Useless Beauty」、ロジャー・マッギンの「You Bowed Down」の3曲のみである。
このアルバムからは、「It's Time」、「Little Atoms」、「The Other End of the Telescope」、「Distorted Angel」、「All This Useless Beauty」がシングルカットされた。
「The Other End of the Telescope」はエイミー・マンとの共作曲、「Shallow Grave」はポール・マッカートニーとの共作曲。「I Want to Vanish」はブロドスキー・カルテットが演奏で参加している。
このアルバムのリリース以後、アトラクションズ名義でのアルバムは発表されていないが、キーボードのスティーヴ・ナイーヴとドラムのピート・トーマスは再びインポスターズとして時折コステロのバックを務めている。

## 収録曲
1. ジ・アザー・エンド・オブ・ザ・テレスコープ  - The Other End of the Telescope
2. リトル・アトムス - Little Atoms
3. オール・ディス・ユースレス・ビューティー  - All This Useless Beauty
4. コンプリケイティッド・シャドウズ - Complicated Shadows
5. ホワイ・キャント・ア・マン・スタンド・アローン? - Why Can't A Man Stand Alone?
6. ディストーティッド・エンジェル - Distorted Angel
7. シャロウ・グレイヴ - Shallow Grave
8. プア・フラクチュアド・アトラス - Poor Fractured Atlas
9. スターティング・トゥ・カム・トゥ・ミー - Starting To Come To Me
10. ユー・バウド・ダウン - You Bowed Down
11. イッツ・タイム - It's Time
12. アイ・ウォント・トゥ・ヴァニッシュ - I Want to Vanish

### Bonus disc (2001 Rhino)
1. オールモスト・アイディアル・アイズ - Almost Ideal Eyes
2. マイ・ダーク・ライフ(ウィズ・ブライアン・イーノ)  - My Dark Life(with Brian Eno)
3. ふりむかないで(ウィズ・フェアフィールド・フォー)  - That Day Is Done (with The Fairfield Four)
4. ホワット・ドゥ・アイ・ドゥ・ナウ?  - What Do I Do Now?
5. ザ・ブリッジ・アイ・バーンド - The Bridge I Burned
6. イッツ・タイム(デモ) - It's Time (Demo)
7. コンプリケイティッド・シャドウズ(デモ) - Complicated Shadows (Demo)
8. ユー・バウド・ダウン(デモ) - You Bowed Down (Demo)
9. ミストレス・アンド・メイド(デモ) - Mistress and Maid (Demo)
10. ディストーティッド・エンジェル(デモ) - Distorted Angel (Demo)
11. ワールズ・グレイト・オプティミスト(デモ) - World's Greatest Optimist (Demo)
12. オンリー・フレイム・イン・タウン(デモ) - The Only Flame in Town (Demo)
13. ザ・コメディアンズ(デモ) - The Comedians (Demo)
14. ザ・デイズ・テイク・ケア・オブ・エヴリシング(デモ) - The Days Take Care of Everything (Demo)
15. ヒドゥン・シェイム(デモ) - Hidden Shame (Demo)
16. ホワイ・キャント・ア・マン・スタンド・アローン?(デモ) - Why Can't a Man Stand Alone(Demo)
17. ディストーティッド・エンジェル(トリッキー・リミックス) - Distorted Angel(Tricky Remix)

## プレイヤー
- Elvis Costello – Steel-string guitar, bass, celeste, electric guitar, keyboards, lead vocals, slide guitar
- Steve Nieve – piano,keyboards
- Pete Thomas – drum kit, percussion, acoustic guitar
- Bruce Thomas – bass
- Brodsky Quartet
  - Ian Belton – violin
  - Paul Cassidy – viola
  - Jacqueline Thomas – cello
  - Michael Thomas – violin
- Ruth Causey – clarinet
- Peter Whyman – bass clarinet
- Roy Babbington – double bass